# Rune Larsson (friidrottare)
Karl Rune Larsson, född 17 juni 1924 i Stockholm, död 17 september 2016 i Järfälla, var en svensk friidrottare som främst tävlade i 400 meter häck men också på 400 meter slätt.

## Karriär[2]
Rune Larsson var aktiv på 1940- och början av 50-talet då han tävlade för Stockholms-klubben UIF Matteuspojkarna. Han tillhör också den exklusiva skara friidrottare som förärats med Svenska Dagbladets guldmedalj.
EM-brons i Oslo 1946
Rune startade i två EM och tog brons på 400 m häck i Oslo 1946. I Bryssel fyra år senare nådde han semifinal och var med 53.3 bara en enda tiondel från final. Där sprang han också tredjesträckan på 4×400 m i den blågula kvartett som tog brons på svenska rekordtiden 3:11.6.
Rune Larsson deltog i olympiska sommarspelen 1948 i London i 400 meter häck. I denna han tävling vann sin största framgång då han tog brons på specialdistansen 400 m häck efter att ha satt olympiskt rekord i semifinalen med 51.9. Han sprang också hem en bronsmedalj, under samma OS, på 4x400 meter stafett tillsammans med Kurt Lundquist, Lars-Erik Wolfbrandt och Folke Alnevik. 
Sju lopp och två brons i London 1948
Rune hade ett synnerligen tufft program i London-OS och gjorde inom loppet av nio dagar inte mindre än sju lopp på 400 meter med och utan häckar vilket resulterade i två bronsmedaljer.
Första gren var 400 m häck där han efter 54.2 som tvåa i sitt försöksheat senare samma dag vann den första av två semifinaler på olympiska rekordet 51.9. Dagen efter tog han brons på 52.2 – 0.4 sekunder från silver och 1.1 från guld.
Fyra dagar senare var det dags för försök på 400 m slätt och via 49.2 som heattvåa tog han sig vidare till kvartsfinalen där han senare samma dag noterade 48.8 och avancerade ytterligare en omgång. Men semifinalen dagen efter avstod han för att ladda inför 4×400-stafetten.
I försöken i långa stafetten tog sig Sverige vidare på placering som tvåa och finalen dagen efter slutade med svenskt brons. Detta sedan guldfavoriten Jamaica tvingats bryta efter att stjärnan Arthur Wint drabbats av kramp på tredje sträckan. Inte heller Italien kom i mål på grund av skada och Sveriges 3:16.0 med Rune Larsson på slutsträckan räckte alltså ända upp på prispallen där avståndet till silvermedaljören Frankrike var 1.2 sekunder.
Vinnare av Svenska Dagbladets Guldmedalj 1951
Rune var aktiv under en period då landskamper var ett flitigt förekommande inslag i tävlingskalendern och gjorde totalt 19 A-kamper på 400 m med och utan häckar samt i långa stafetten. Hans mest uppmärksammade landskampsinsats ägde rum mot Frankrike i september 1951 då han vann 400 m häck och sedan förde Sverige i mål som vinnare i den avslutande långa stafetten. Sverige vann landskampen och Rune blev stor hjälte.
Vid de olympiska sommarspelen 1952 i Helsingfors deltog Rune Larsson. Han nådde semifinal på 400 m häck och sprang tredjesträckan i det 4×400-lag som bara var sju tiondelar från final på 400 meter häck men slogs ut i semifinalen. 
Vidare vann han åtta SM under sin aktiva karriär. Han tävlade inhemskt för klubben UoIF Matteuspojkarna och utsågs 1948 till Stor Grabb nummer 127.
Ordförande i föreningen De Stora Grabbarna
Yrkesmässigt började Rune som folkskollärare, tog 1960 en filosofie magister i engelska och svenska och jobbade sedan länge som adjunkt vid Sundbybergs gymnasium. Han fick 1948 utmärkelsen ”Stor Grabb” och i Föreningen Stora Grabbar kom han att engagera sig mycket efter karriären. Ordförandeklubban tog han över 1966 och höll den i hela 39 år. 
Han är gravsatt i minneslunden på Bromma kyrkogård.
Personliga rekord
200 m 22.3 (1950)
400 m 47.9 (1948)
800 m 1:51.6 (1948)
400 m häck 51.9 (1948)
Längd 6.95 (1946)

### Publicistisk verksamhet
Larsson var ansvarig utgivare för tidningen Ungdoms-Nytt 1953–1963.